# Juhari Károly
Juhari Károly (Jancsovits/ Juhary; Nyitra, 1871. április 21. – Budapest, 1922. augusztus 22.) nyitrai templomfestő, kőfaragóműhely-tulajdonos.

## Élete
Szülei Jancsovits Flórián csizmadia és Kovárik Mária voltak.
Az ezredéves kiállításon bemutatott munkájáért elismerő oklevele kapott. Tanulmányútjain bejárta Európát, majd 1897-ben megalapította templomfestő cégét Nyitrán. 1899-ben a magyar királyi belügyminiszter 42813. számú engedélyével Juhari változtatta nevét. 1907-ben a nyitrai keresztényszocialista egyesület zászlószentelésén többek mellett ő is köszöntőt mondott. 1910-ben Nyitrán az Erzsébet úton volt háza. A csehszlovák államfordulat után 1921-ben ledöntött és megrongált nyitrai Nepomuki Szent János szobrot saját költségén állíttatta helyre.
A Nyitra Megyei Törvényhatósági Bizottságának virilista tagja, a Nyitrai Keresztény Szocialista Egyesület alelnöke. A Nyitrai Ipartestület elöljárósági tagja, majd elnöke, a nyitrai Iparos Kör, a tanoncház és a munkásnegyed alapítója volt. Nála dolgozott egy időben Enhoff István, illetve több tanonca tanult a nyitrai Községi Iparos- és Kereskedő-tanonciskolában. 1903-ban gyűjtött a magyar iskolahajó-egyesület javára. A pozsonyi, a szakolcai és az esztergomi ferences-templomok festését vállalta.
A nyitrai temetőben nyugszik. Halála után a cégét fia Juhari Sándor (1900-1950) nyitrai, majd pozsonyi festő vette át.

## Művei
- 1914 a lipótvári fegyintézet kápolnájának oltárszobra[10]
- 1914 Nyitracsehi templom főoltárának Krisztus képe[11]
- 1915 (?) Jakubovits Gyula síremléke, Aranyosmarót[12]
- 1925 Kovácspalota templomának festése[13]